# Heřman z Reichenau
Blahoslavený Heřman z Reichenau, známý též jako Hermannus Contractus, německy Hermann der Lahme (18. července 1013 v Altshausenu – 24. září 1054 v klášteře Reichenau) byl středověký kronikář, učenec, básník a skladatel.

## Život

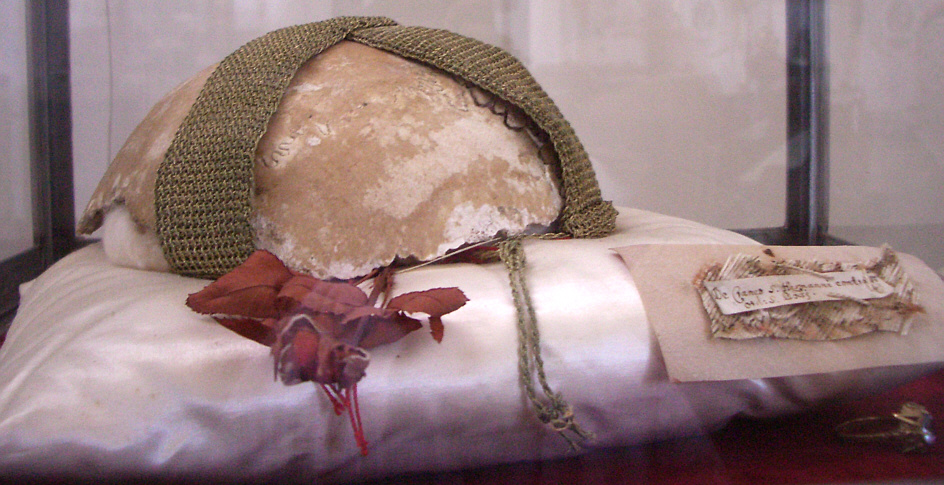
Relikvie Heřmana z Reichenau na zámku v Altshausenu.

Heřman byl syn hraběte Wolfrada II. z Altshausenu. Byl tělesně postižený a celý život byl připoután na vozíku a pouze obtížně mluvil. Roku 1020 vstoupil do kláštera Reichenau, kde působil v době vlády opata Berna přes 30 let jako jeden z největších učenců své doby.

## Činnost
K jeho nejznámějším dílům patří Chronicon, analistické podání světových dějin od Kristova narození do roku 1054, v jejímž vedení pokračoval jeho žák Bertold z Reichenau, který ji dovedl do roku 1080. Heřman se kromě toho věnoval také matematice, astronomii, mechanice a hudbě. Byl nejenom hudebním teoretikem, ale také skladatelem – bývají mu připisovány mariánské antifony Salve Regina a Alma Redemptoris Mater).
V benediktinském řádu je uctíván jako světec, jeho kult potvrdil papež bl. Pius IX. roku 1863. Jeho památka je slavena 25. září.

## Dílo

### Historická díla
- Chronicon. Vydání: MGH Scriptores 5: Annales et chronica aevi Salici. Herausgegeben von Georg Heinrich Pertz u. a. Hannover 1844, S. 67–133 .
- Martyriologium

### Matematika a astronomie
- Liber de mensura astrolabii
- De utilitatibus astrolabii libri duo
- De mense lunari
- De horlogiorum compositione
- Regulae in computum
- De conflictu arithmimachiae
- Qualiter multiplicationes fiant in abaco
- De geometria

### Básnické dílo
- Carmen de octo vitiis principalibus

### Teoretické spisy o hudbě
- De monochordo
- Opuscula musica
- De musica: notová teorie, kterou vyvinul, je popsána ve spise De musica.
- Sekvence:

1. Sequentia de beata Maria virgine (Oesch, str. 145: Heřmanovo autorství nelze prokázat, připisováno také Heinrichovi, Gottschalkovu učiteli)
2. Grates honos hierarchia
3. Rex regum Dei Agne
4. Benedictio trinae unitati (připisováno)
5. Exurgat totus almiphonus (připisováno)

- Antifony: Heřmanovi je často připisováno autorství antifon Alma Redemptoris Mater a Salve Regina.
- Historien:

1. Afra-Officium, ed. Brambach 1892.
2. další, pravděpodobně se nedochovaly, podle spisu Vita jeho žáka Bertholda

### Liturgické skladby
- vydány Guido Maria Drevesem

#### Beletrie
- Dokonalá svoboda – život Heřmana z Altshausenu, životopisný román ISBN 80-7178-491-5
- Odkaz – Po stopách Heřmana z Reichenau, životopisný román Marie Calasanz Ziescheové. ISBN 80-71925-87-X